# Nguyễn Phúc Miên Vũ
Nguyễn Phúc Miên Vũ (chữ Hán: 阮福綿宇; 21 tháng 2 năm 1822 – 17 tháng 11 năm 1849), tước phong Lạc Hóa Quận công (樂化郡公), là một hoàng tử con vua Minh Mạng nhà Nguyễn trong lịch sử Việt Nam.

## Tiểu sử
Hoàng tử Miên Vũ sinh ngày 29 tháng 1 (âm lịch) năm Nhâm Ngọ (1822), là con trai thứ 15 của vua Minh Mạng, mẹ là Cung nhân Nguyễn Văn Thị Vĩnh. Bà Cung nhân là con nhà lương gia, người Hương Trà, tỉnh Thừa Thiên. Khi còn là hoàng tử, ông là người có học hạnh.
Năm Minh Mạng thứ 20 (1839), vua cho triệu 7 hoàng tử còn nhỏ vào chầu, trong đó có Miên Vũ, sai làm thơ ngay trước mặt để vua xem học lực. Miên Vũ và các hoàng tử Miên Tể, Miên Bật, Miên Thủ lời thơ thông ý đều được gia thưởng. Hoàng tử Miên Tích làm thơ chưa hợp cách, cũng châm chước cho qua. Còn hai hoàng tử Miên Thần, Miên Trữ đều bỏ giấy trắng, bị phạt 3 tháng lương. Vua truyền chỉ quở mắng các thầy giảng tập của các hoàng tử, bắt từ nay phải chú tâm dạy dỗ, nếu các hoàng tử không được công trạng gì sẽ bị nghị tội không tha.
Năm Minh Mạng thứ 21 (1840), ông được phong làm Lạc Hóa Quận công (樂化郡公). Cũng trong năm đó, vua cho đúc các con thú bằng vàng để ban thưởng cho các hoàng thân anh em, các hoàng tử công và hoàng tử chưa được phong tước. Quận công Miên Vũ được ban cho một con hải mã bằng vàng nặng 6 lạng 9 đồng cân. Vua còn ban thuyền cho các hoàng tử đã được phong tước là Tùng Quốc công Miên Thẩm, Ninh Quốc công Miên Mật, Hoà Quốc công Miên Quân, Hàm Thuận công Miên Thủ và Lạc Hoá Quận công Miên Vũ để theo hầu vua.
Năm Tự Đức thứ 2 (1849), Kỷ Dậu, ngày 3 tháng 10 (âm lịch), Quận công Miên Vũ qua đời, hưởng dương 28 tuổi, thụy là Hòa Thận (和慎). Tẩm mộ của ông được táng tại Nguyệt Biều (nay thuộc kiệt 40 đường Huyền Trân Công Chúa, phường Thủy Xuân, Huế), còn phủ thờ dựng ở chợ Dinh (thuộc Hương Trà). Nay phủ thờ ở tại Chợ Cống 33 Nguyễn Lộ Trạch, Huế.
Quận công Miên Vũ có 10 con trai và 3 con gái. Ông được ban cho bộ chữ Hỏa (火) để đặt tên cho các con cháu trong phòng. Con trai thứ năm của ông là công tử Hồng Chước tập phong làm Kỳ ngoại hầu (畿外侯).
Ca sĩ Hồng Nhung là chắc ngoại của ông, vì cô ấy là cháu ngoại của Hiệp tá đại học sĩ Nguyễn Phúc Ưng Dinh, con trai thứ 2 của Kỳ Ngoại hầu Nguyễn Phúc Hường Chước - là một trong 10 người con trai của Lạc Hóa quận công.